# Capilla del Milagro de Nuestra Señora de Luján
La capilla del Milagro de Nuestra Señora de Luján, comúnmente conocido como "El Lugar del Milagro", es un sitio histórico y de culto católico ubicado en la localidad de Zelaya, partido del Pilar, provincia de Buenos Aires, Argentina. 

## Historia
En el siglo XVII, en el contexto de la expansión de la religiosidad popular en el Virreinato del Perú, Antonio Farías de Saá, un hacendado portugués afincado en la región de Sumampa (actual provincia de Santiago del Estero, Argentina), manifestó su voluntad de construir una capilla en su propiedad, dedicada a la advocación de la Inmaculada Concepción de María. Con ese fin, solicitó a un amigo marino residente en Brasil que le enviara una imagen religiosa para tal devoción. En respuesta, su amigo le remitió dos imágenes marianas desde San Pablo, las cuales llegaron al puerto de Buenos Aires en mayo de 1630.
Ambas imágenes fueron colocadas en una carreta que se dirigía hacia el norte, siguiendo el antiguo Camino Real a Córdoba, una ruta que con el tiempo se transformaría en la actual Ruta Nacional N.º 8. La caravana que las transportaba se detuvo, tras dos días de viaje, en la estancia de Rosendo de Trigueros, ubicada en la actual localidad de Zelaya, a aproximadamente cinco leguas de la actual ciudad de Luján, con el fin de pasar la noche.

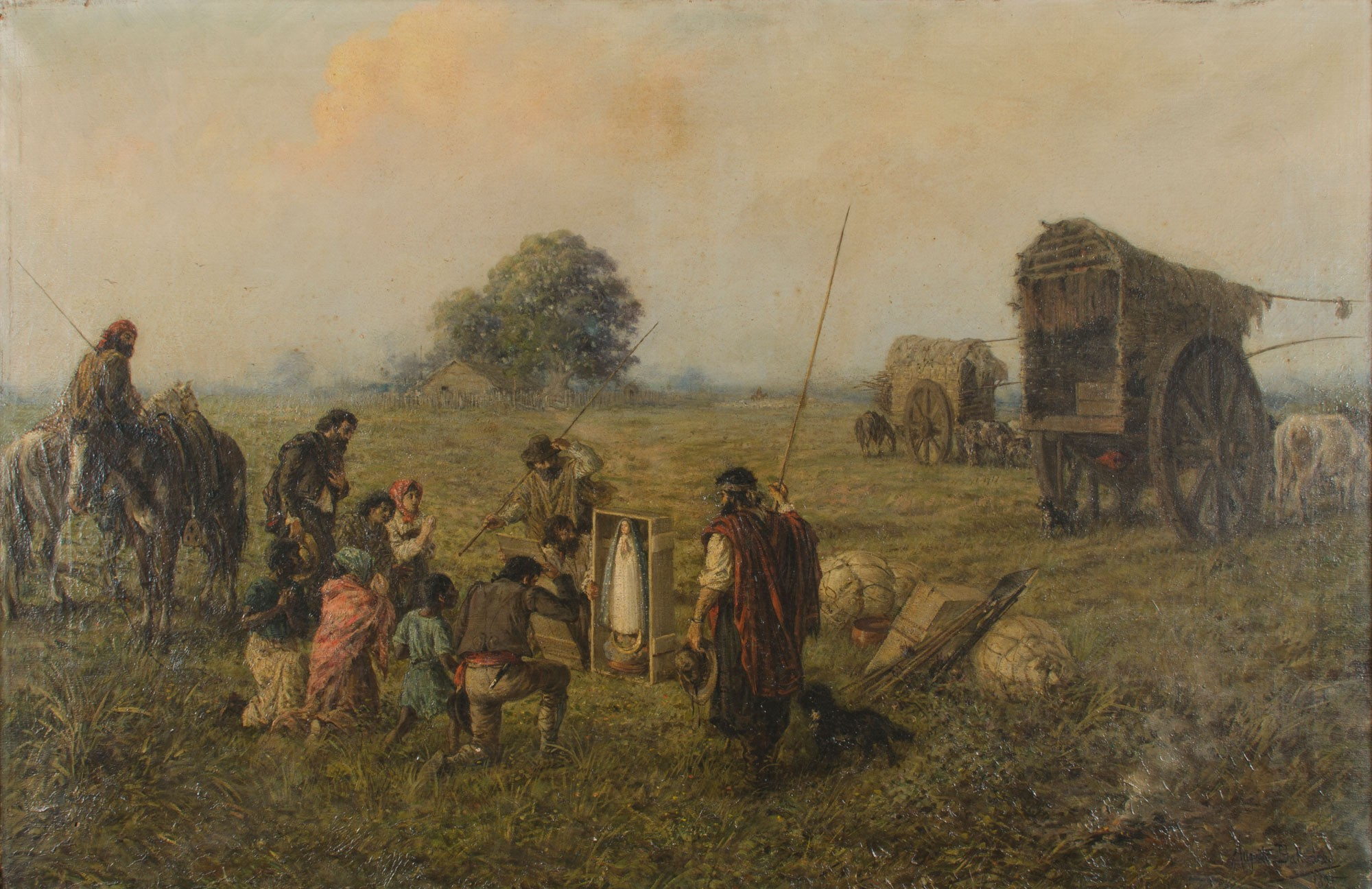
Origen milagroso de Ntra. Sra. de Luján en año 1630, por Augusto Ballerini, 1895.

Al día siguiente, al intentar reanudar el viaje, los carreteros notaron que la carreta que contenía las imágenes no se movía, a pesar de los reiterados intentos y de haber añadido más bueyes. Finalmente, retiraron una de las imágenes y la carreta pudo avanzar sin inconvenientes. Al abrir el cajón que permanecía en la carreta, hallaron una pequeña escultura de arcilla cocida, de aproximadamente 38 cm de altura, que representaba a la Inmaculada Concepción. Los presentes interpretaron el hecho como un signo milagroso: la Virgen no deseaba continuar su camino. Ante ello, decidieron trasladar la imagen a la vivienda más cercana, perteneciente a la familia Trigueros.
La segunda imagen, que representaba a la Virgen con el Niño en brazos, prosiguió su camino y fue finalmente entronizada en Sumampa, donde en 1670 se le erigió un santuario bajo la advocación de Nuestra Señora de la Consolación.
El suceso de Zelaya comenzó a adquirir notoriedad, atrayendo la atención de fieles provenientes incluso de Buenos Aires. Como consecuencia del creciente número de devotos, Rosendo de Trigueros mandó construir una pequeña ermita, en la cual la imagen permaneció entre 1630 y 1674. En este contexto comenzó a ser conocida como la “Virgen Estanciera” y la “Patroncita Morena”, evidenciando la incipiente consolidación de un culto popular.
Entre los testigos del hecho se encontraba Manuel Costa de los Ríos, un joven esclavizado que formaba parte de la caravana. Su devoción hacia la imagen conmovió a su patrón, quien decidió liberarlo para que se consagrara exclusivamente al cuidado de la Virgen. Desde entonces, Manuel asumió diversas funciones: mantenía la ermita, vestía la imagen y guiaba a los peregrinos en la oración. Incluso tras la muerte de Trigueros y el abandono de la estancia, continuó con su labor de manera constante y desinteresada, convirtiéndose en una figura clave en la custodia del culto.
Hacia 1674, la imagen aún permanecía en una zona despoblada, lo cual preocupaba a doña Ana de Matos, viuda del capitán español Marcos de Sequeira, y propietaria de una estancia sobre la margen derecha del río Luján. Ante la aparente falta de interés por parte de las autoridades civiles y eclesiásticas, solicitó al administrador de la estancia de los Trigueros la cesión de la imagen, comprometiéndose a brindarle un espacio más adecuado para su veneración. Juan de Oramas, apoderado del fallecido Trigueros, aceptó el acuerdo, y Ana de Matos formalizó la adquisición mediante un pago.
La imagen fue trasladada a su oratorio privado. No obstante, al día siguiente, se descubrió que la Virgen ya no se encontraba en su altar. Fue hallada nuevamente en el “Lugar del Milagro”, en Zelaya. En un primer momento se sospechó que Manuel (a quien no se le había permitido acompañar el traslado) era quien regresaba la imagen. Incluso fue castigado para impedir una eventual repetición. Sin embargo, los hechos continuaron repitiéndose, y el fenómeno comenzó a ser considerado como milagroso por el pueblo fiel.
Ante la trascendencia del caso, el obispo de Buenos Aires, fray Cristóbal de la Mancha y Velazco, junto al gobernador del Río de la Plata, José Martínez de Salazar, dispusieron el traslado solemne de la imagen, acompañados por Ana de Matos y el propio Manuel. Este episodio marcó el asentamiento definitivo del culto mariano en la región del Luján.
Con el paso del tiempo, la devoción hacia esta imagen creció de forma sostenida, convirtiéndose en uno de los íconos religiosos más importantes del ámbito rioplatense. En 1886, el sacerdote Jorge María Salvaire presentó al papa León XIII una solicitud, avalada por el episcopado y numerosos fieles, para la coronación canónica de la imagen. El pontífice no sólo concedió la petición y bendijo la corona, sino que también le otorgó misa y oficio propios. La festividad fue fijada para el sábado anterior al cuarto domingo de Pascua. Finalmente, en mayo de 1887, se llevó a cabo la ceremonia de coronación, consolidando institucionalmente el culto a Nuestra Señora de Luján como símbolo de la religiosidad popular y nacional en el ámbito argentino.

## La Capilla del Milagro

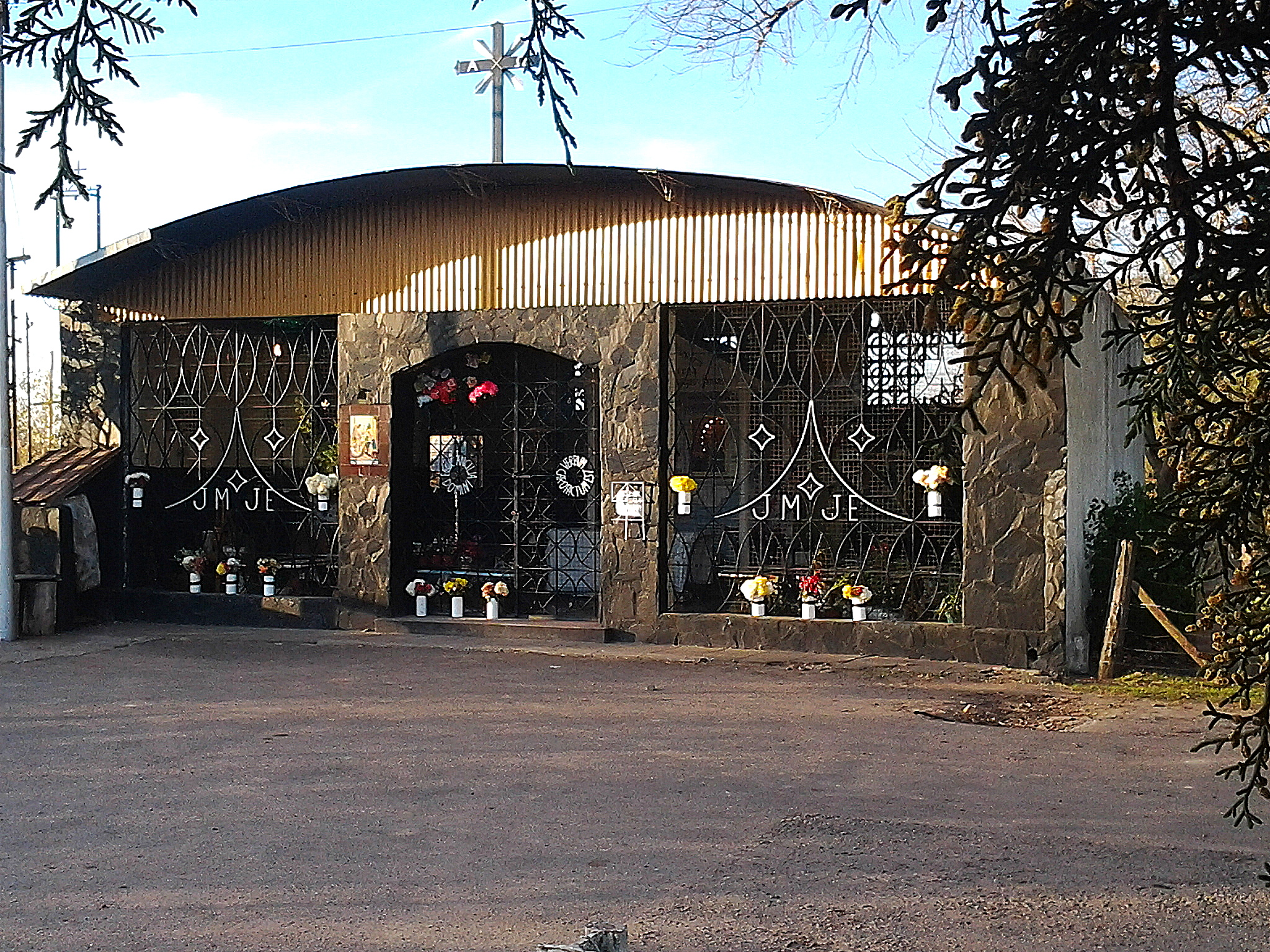
Frente de la capilla del Milagro, Zelaya.

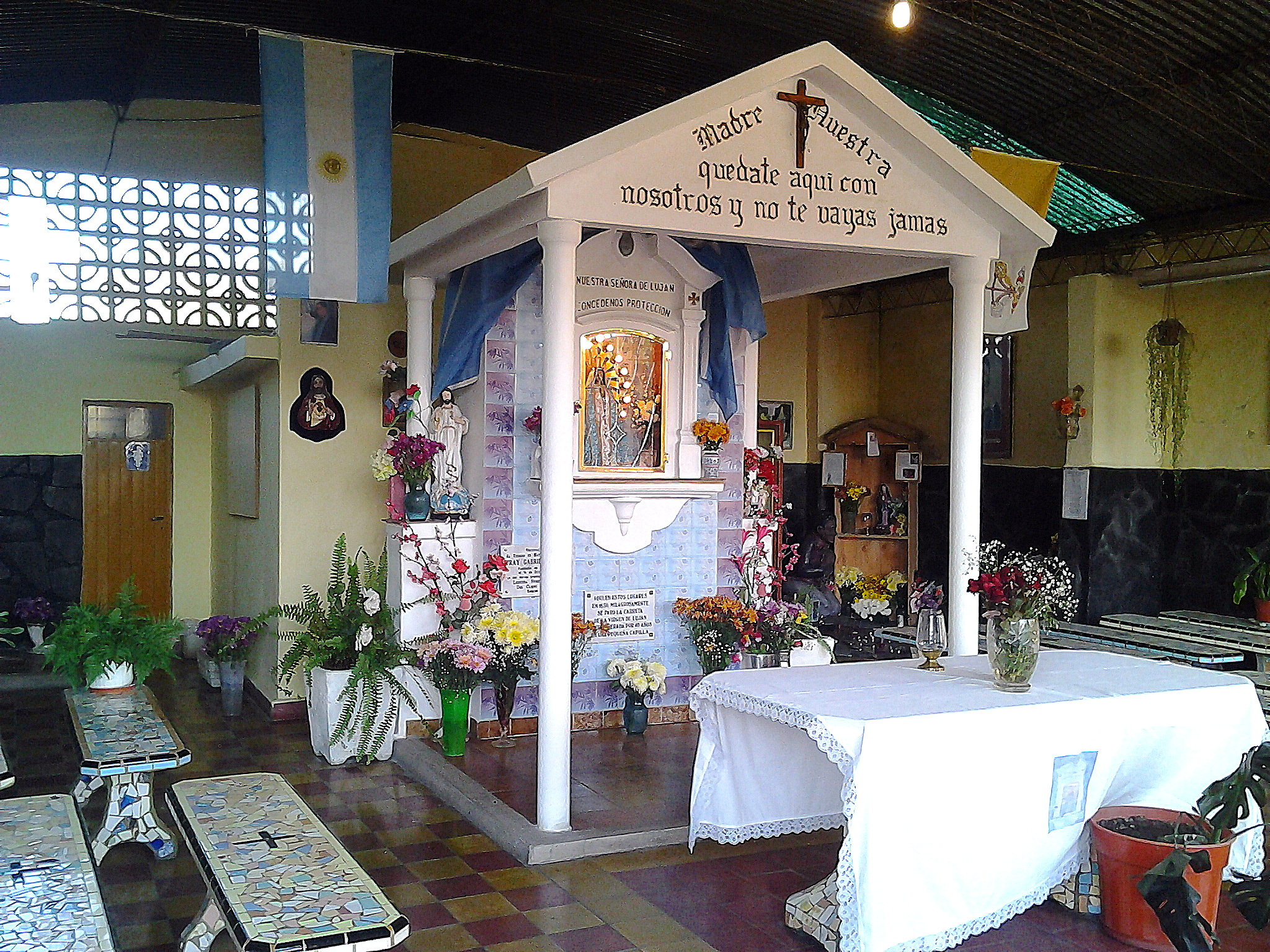
Interior de la capilla del Milagro, Zelaya.

En 1974, el monseñor Juan Antonio Presas publicó el libro "Nuestra Señora en Luján y Sumampa", en el que sostiene que el milagro atribuido a la Virgen de Luján ocurrió en lo que hoy constituye el actual partido del Pilar, específicamente en la localidad de Zelaya. Esta afirmación se enmarca dentro de una revisión histórica del hecho, el cual había sido tradicionalmente situado en la región de Luján, pero que, según Presas, se habría originado en otro punto del territorio bonaerense. Este análisis reviste importancia, ya que ofrece una nueva interpretación geográfica y contextualiza el milagro en una región que, por su cercanía a la ruta que conecta Buenos Aires con el interior del país, desempeñó un papel clave en la expansión de la devoción hacia la Virgen.
Durante esa misma década, se estableció la Vicaría de Matheu, una estructura administrativa eclesiástica que quedaría bajo la dirección del fraile Gabriel Marullo. Fue en este contexto cuando Marullo asumió la responsabilidad de la  entonces la Capilla San José Obrero de Zelaya. A raíz de su gestión y con la colaboración del obispo de la diócesis Zárate-Campana, monseñor Alfredo Mario Espósito Castro, en 1979 se iniciaron las obras para la construcción de un templete que fuera un homenaje y un sitio de oración relacionado con el “milagro” de la Virgen de Luján.
El 9 de mayo de 1981 se llevó a cabo la inauguración formal de la Capilla del Milagro. Su diseño arquitectónico incluye un arco de entrada emblemático, que se constituye como un punto de referencia visual significativo para los visitantes. A lo largo del camino que conduce al altar, se emplazó un Vía Crucis, cuyo recorrido culmina en las cercanías del altar principal, donde se venera la imagen de la Virgen. La capilla se encuentra en la circunscripción X de la sección rural, parcela 2371N, en la localidad de Zelaya, sobre un terreno cedido por la familia Lencina.
Este sitio fue elegido debido a su proximidad al lugar donde, según los relatos tradicionales, tuvo lugar el milagro. Aunque no se ha determinado con precisión el punto exacto del suceso, se estima que el hecho ocurrió en la parte más alta de la localidad de Zelaya, en dirección noreste, lo que le otorga una dimensión simbólica adicional al emplazamiento del templo. La capilla no sólo tiene un valor religioso y devocional, sino también un valor histórico-cultural al vincularse directamente con los relatos fundacionales de la Virgen de Luján en la región.
El reconocimiento institucional de la importancia de este sitio no se hizo esperar. En 1986, el Ministerio de Cultura de la Nación, mediante la resolución N.º 728, declaró a la Capilla del Milagro como "Lugar Histórico Nacional", un estatus que resalta su relevancia dentro del patrimonio cultural y religioso argentino. Posteriormente, en 2014, el Honorable Concejo Deliberante del Pilar la declaró “Patrimonio Cultural, Arquitectónico y Urbanístico del Municipio del Pilar”, lo que consolidó aún más su carácter emblemático dentro del ámbito local.
Estos reconocimientos refuerzan la importancia de la Capilla del Milagro como un símbolo de la identidad religiosa y cultural del área, reflejando tanto el impacto histórico del culto a la Virgen de Luján como su vigencia en la sociedad contemporánea. Además, subrayan el valor de conservar estos espacios, no solo como lugares de peregrinación y devoción, sino también como sitios de memoria histórica que continúan promoviendo la reflexión sobre los orígenes y el desarrollo de la religiosidad popular en Argentina.

### El Pueblo de Zelaya: Identidad religiosa y patrimonio cultural

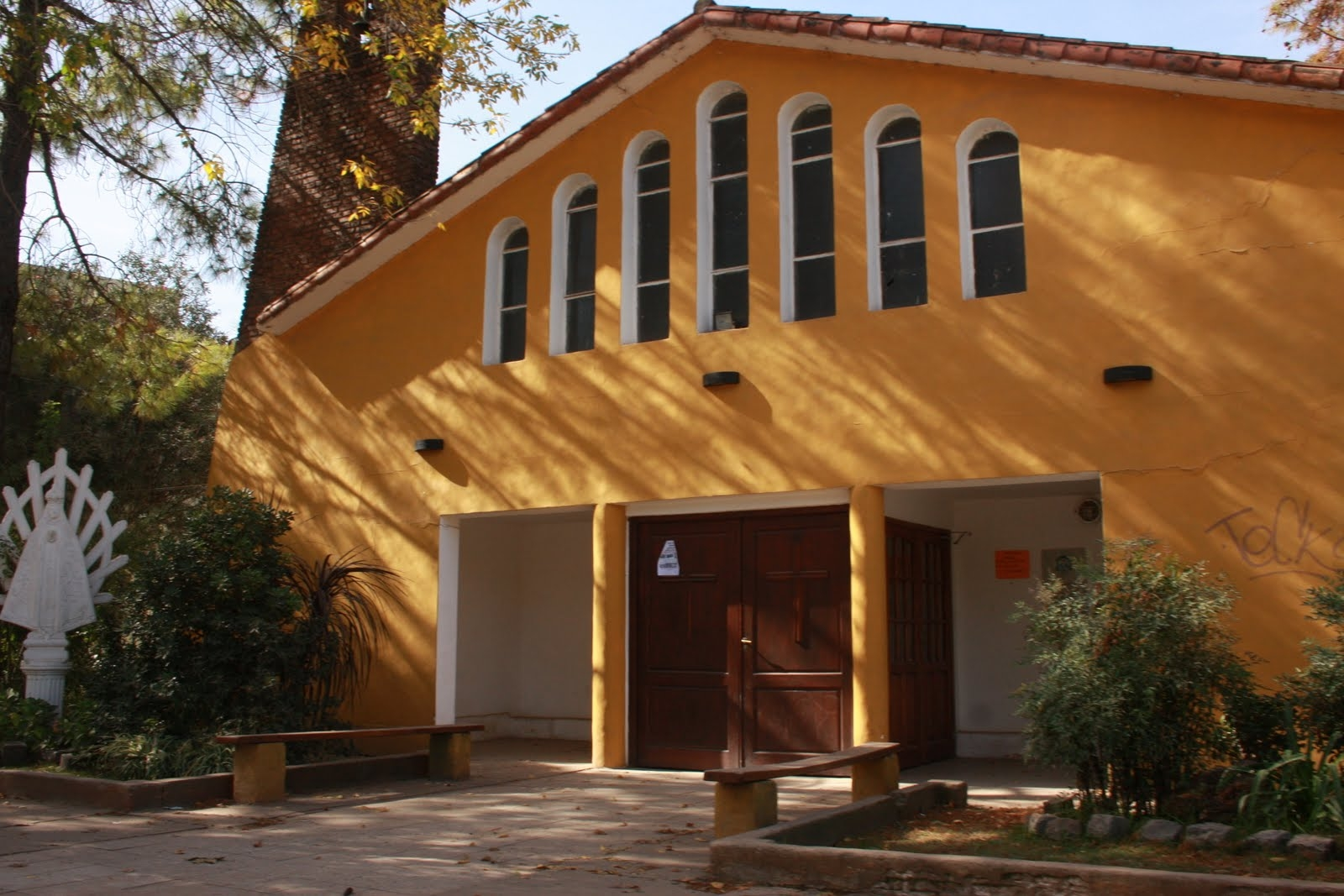
Parroquia Nuestra Señora de Luján y San José Obrero, Zelaya.

En 1958, la comunidad de Zelaya erigió una capilla dedicada a San José Obrero, como un espacio de culto para los habitantes del pueblo. Esta capilla, concebida inicialmente como un centro de oración local, fue un referente religioso para la población, que celebraba en ella diversas festividades y actividades. Sin embargo, en 1981, con la construcción de la Capilla del Milagro, que conmemoraba el prodigioso evento de 1630 relacionado con la Virgen de Luján, la localidad de Zelaya adquirió un nuevo impulso devocional. Este espacio también se convirtió en un lugar clave para el culto de la devoción a Nuestra Señora de Luján. 
La Iglesia Católica decidió, en 2012, transformar la estructura religiosa de Zelaya, elevando la capilla a la categoría de parroquia. Fue en ese mismo año cuando la denominación de la parroquia cambió a Nuestra Señora de Luján y San José Obrero, en un claro reconocimiento al vínculo histórico entre el "milagro" ocurrido en 1630 y el culto mariano que, a lo largo de los siglos, ha trascendido en la región. 
Fue entonces cuando en diciembre de 2012, la diócesis de Zárate-Campana, en la parroquia Nuestra Señora de Luján y San José Obrero, ubicada en el pueblo de Zelaya, celebró la bendición de un monolito conmemorativo, que contiene una inscripción que detalla la relevancia histórica:

"…En estos parajes de Zelaya, en el actual Partido de Pilar, en tiempos de la unión de España y Portugal (1630) y de la unión de las tierras del Plata y del Brasil, se produjo en la zona, el prodigioso detenimiento de la carreta que llevaba la sagrada imagen de la Pura y Limpia Concepción del Río Luján, Nuestra Señora de Luján, Patrona de la Argentina, venerada en la Basílica de Luján. Ad perpetuam rei…"

Este monolito no solo conmemora el milagro atribuido a la Virgen de Luján, sino que también subraya la dimensión histórica del hecho, situándolo en el contexto de las relaciones políticas y territoriales entre los reinos de España y Portugal a principios del siglo XVII. La referencia a la "unión de las tierras del Plata y del Brasil" remite a una época de intensos intercambios y desplazamientos a lo largo del Río de la Plata, lo que también contribuye al entrelazamiento cultural y religioso que caracteriza a la región.
Con el paso de los años y tras la construcción de la capilla del Milagro, Zelaya se ha consolidado como uno de los puntos más emblemáticos del turismo religioso y rural dentro del partido del Pilar. La localidad no solo es un destino para aquellos interesados en la historia de la devoción a la Virgen de Luján, sino también un centro de atracción para los peregrinos que visitan la zona, especialmente durante las festividades marianas.
Un evento clave en este calendario es la celebración del día de la Inmaculada Concepción de María, el 8 de diciembre, fecha en la que la localidad recibe una gran afluencia de fieles provenientes de diferentes ciudades cercanas. Este día se celebra con fervor religioso, destacándose las misas y las manifestaciones de devoción popular. La imagen de la Virgen de Luján, cuya aparición se vincula a este espacio geográfico, sigue siendo un centro de culto, y la presencia masiva de peregrinos refuerza la identidad de Zelaya como un lugar sagrado para muchos devotos.